# Il re della montagna ed altri
Il re della montagna ed altri (Король гор и другие) è un film del 1969 diretto da Boris Genrichovič Dolin.